# 立本堂
立本堂，位于江西省上饶市婺源县（旧属安徽省徽州府）浙源乡岭脚村会里，徽饶古驿道上。
立本堂作为婺源徽饶驿道浙岭段的子项目，已列为江西省文物保护单位。。